# Рудкі (Вжесінський повіт)
Рудкі (пол. Rudki, нім. Erzdorf) — село в Польщі, у гміні Мілослав Вжесінського повіту Великопольського воєводства.
Населення — 97 осіб (2011).
У 1975-1998 роках село належало до Познанського воєводства.

## Демографія
Демографічна структура станом на 31 березня 2011 року:
|          | Загалом | Допрацездатний вік | Працездатний вік | Постпрацездатний вік |
| -------- | ------- | ------------------ | ---------------- | -------------------- |
| Чоловіки | 47      | 16                 | 29               | 2                    |
| Жінки    | 50      | 10                 | 32               | 8                    |
| Разом    | 97      | 26                 | 61               | 10                   |